# يانتشنغ
يانتشنغ (بالصينية: 盐城市 )‏ هي مدينة على مستوى محافظة، في جمهورية الصين الشعبية، تتبع جيانغسو، بلغ عدد سكانها 7,260,240  نسمة في 2010، تبلغ مساحتها 16,920.83 كيلومتر مربع، رمزها البريدي هو 224000.

## مدن توأم
المدن التوأم:
- كيكيهار.

## التقسيمات الإدارية
- Tinghu, Yancheng [الإنجليزية]‏
- Yandu, Yancheng [الإنجليزية]‏
- Xiangshui County [الإنجليزية]‏
- Binhai County [الإنجليزية]‏
- مقاطعة فونينغ، جيانغسو  [لغات أخرى]‏
- Sheyang County [الإنجليزية]‏
- Jianhu County [الإنجليزية]‏
- دونجتاي  [لغات أخرى]‏
- Dafeng, Yancheng [الإنجليزية]‏.

## أعلام
- وي يي